# 李世榮 (香港)
李世榮，MH，JP（1983年8月12日—），男，香港建制派政治人物，現任香港立法會議員（新界東南），是民建聯中央委員、新社聯副理事長、新界青年聯會智庫召集人，以及艾康賽斯集團香港市場推廣及業務顧問。他曾任香港沙田區議會耀安選區議員（2012－2019）、沙田青年團體義連班會長、耀安邨業主立案法團顧問。

## 早年經歷
2007年，暨南大學畢業後，李世榮原在一間公關公司工作，卻因緣際會，參加了民建聯沙田區議員黃戊娣舉辦的青年交流團，返港後他開始參加義工團的工作，到2008年成為黃戊娣的全職議員助理。

## 從政經歷及爭議

### 2011年香港區議會選舉
2011年香港區議會選舉，黃戊娣不再競逐連任，李世榮代表民建聯，於沙田區議會耀安選區出選。當時的對手為遇到民主黨前區議員丁士元、人民力量朱建剛及前錦濤選區區議員何淑萍挑戰，最後李世榮以3,039票當選，順利接手黃戊娣的議席。
| 政党   | 政党          | 候选人    | 票数  | %     | ±      |
| ------ | ------------- | --------- | ----- | ----- | ------ |
|        | 人民力量/前綫 | ①. 朱建剛 | 67    | 1.35  | 不適用 |
|        | 民主黨        | ②. 丁士元 | 1,621 | 32.69 | -11.39‬ |
|        | 民建聯        | ③. 李世榮 | 3,039 | 61.29 | 不適用 |
|        | 無黨派        | ④. 何淑萍 | 231   | 4.66  | 不適用 |
| 多数票 | 多数票        | 多数票    | 1,418 | 28.60 | +16.77 |

### 2015年香港區議會選舉
2015年香港區議會選舉，李世榮爭取連任，但民主黨前區議員丁仕元則轉戰錦英選區，泛民主派一直未能派人於此區參選。在提名期即將完結前，耀安居民張碧霞宣佈參選，並得到丁仕元的支持。在點票期間被發現有近700張問題選票，令此選區是最後一個公佈結果的選區。最後李世榮以3,021票成功連任，而張碧霞則得到2,071票，高票落敗，惟二人差距比上屆李世榮與丁仕元明顯減少。
| 政党   | 政党   | 候选人    | 票数  | %     | ±      |
| ------ | ------ | --------- | ----- | ----- | ------ |
|        | 民建聯 | ①. 李世榮 | 3,021 | 59.33 | -1.96  |
|        | 无党籍 | ②. 張碧霞 | 2,071 | 40.67 | 不適用 |
| 多数票 | 多数票 | 多数票    | 950   | 18.66 | -9.94  |

### 2017年香港行政長官選舉
2017年提名林鄭月娥參選特首。

### 耀安精神健康中心爭議
馬鞍山地區媒體《馬聞》於2019年2月在香港獨立媒體報道，神託會將在耀安邨耀平樓開設一家精神健康綜合社區中心，並得到當區區議員的李世榮於2018年12月發言支持。李認為，每個人都面對不同程度的情緒或精神問題，社區需要相關服務。但至同年3月，李世榮否認支持，聲稱被《馬聞》政治打壓，批評《馬聞》令社區不和諧，指自己是民意代表，要尊重民意，又質疑為何未有提及社會福利署未有諮詢。及後，《馬聞》翻聽訪問錄音，訪問中李世榮並未提及需廣泛諮詢民意，也未有對社署未徵詢區議會意見表達強烈不滿。

### 2019年香港區議會選舉
2019年香港區議會選舉，李競逐連任，結果得3,727票，以2252票之差敗給民主黨冼卓嵐（5,959票），連任失敗。
| 政党   | 政党          | 候选人    | 票数  | %     | ±      |
| ------ | ------------- | --------- | ----- | ----- | ------ |
|        | 民建聯/新社聯 | ①. 李世榮 | 3,727 | 38.50 | -20.83 |
|        | 民主黨        | ②. 冼卓嵐 | 5,953 | 61.50 | 不適用 |
| 多数票 | 多数票        | 多数票    | 2,226 | 23.00 | +4.34  |

### 2021年香港立法會選舉
2021年香港立法會選舉，李世榮代表民建聯出選新界東南選區；同區的其他參選者還有蔡明禧及林素蔚；最終李世榮以82595票成為第一當選人，得票為3名候選人中最多。而第二當選人為林素蔚。
| 政党         | 政党                   | 候选人       | 票数    | %     | ± |
| ------------ | ---------------------- | ------------ | ------- | ----- | - |
|              | 獨立                   | 1. 蔡明禧    | 6,718   | 5.27  |   |
|              | 民建聯                 | 2. 李世榮    | 82,595  | 64.77 |   |
|              | 專業動力               | 3. 林素蔚    | 38,214  | 29.97 |   |
| 總有效票數   | 總有效票數             | 總有效票數   | 127,527 | 97.79 |   |
| 無效票       | 無效票                 | 無效票       | 2,881   | 2.21  |   |
| 投票率       | 投票率                 | 投票率       | 130,408 | 27.58 |   |
| 登記選民人數 | 登記選民人數           | 登記選民人數 | 472,751 |       |   |
|              | 民建聯胜出（新议席）   |              |         |       |   |
|              | 專業動力胜出（新议席） |              |         |       |   |

### 2022年香港行政長官選舉
2022年提名李家超參選特首。

## 學歷
- 1995年：畢業於宣道會陳元喜小學；
- 2001年：畢業於馬鞍山聖若瑟中學；
- 2007年：暨南大學畢業；
- 2013年：中山大學碩士畢業。

## 曾擔任的公職
- 沙田區區議員（2012-2019年）
- 節日慶典工作小組成員
- 沙田區撲滅罪行委員會委員
- 沙田鄉事委員會成員
- 沙田區青年活動委員會委員會副主席 + 宣傳及推廣小組正召集人（2015年至2017年年度）